# Igor Vušurović
Igor Vušurović (serb.-chorw. Игор Вушуровић, ur. 24 września 1974 w Ivangradzie) – czarnogórski siatkarz, reprezentant Jugosławii, złoty medalista letnich igrzysk olimpijskich, medalista mistrzostw świata i mistrzostw Europy.

## Życiorys

### Kariera reprezentacyjna
Pierwszy sukces w rozgrywkach międzynarodowych Vušurović odniósł podczas mistrzostw Europy 1997 w Holandii, podczas których reprezentacja Jugosławii zajęła 2. miejsce. Zdobył srebrny medal na mistrzostwach świata 1998 w Japonii. W 1999 na ME w Austrii wraz z drużyną narodową zajął 3. miejsce. Vušurović reprezentował Jugosławię na Letnich Igrzyskach Olimpijskich 2000 w Sydney. Zagrał wówczas jedynie w czterech z pięciu meczów fazy grupowej. Jugosłowianie zdobyli złote medale po pokonaniu w finale Rosji. W 2001 zajął 3. miejsce w Pucharze Wielkich Mistrzów, 4. miejsce w Lidze Światowej i 1. miejsce na mistrzostwach Europy w Czechach. W następnym roku w Lidze Światowej reprezentanci Jugosławii zajęli 3. miejsce, a podczas mundialu w Argentynie byli tuz za podium. W Pucharze Świata 2003 zdobył brązowy medal.

### Kariera klubowa
Vušurović w latach 1991-1997 był zawodnikiem klubu OK Vojvodina Nowy Sad, z którym sześciokrotnie wywalczył mistrzostwo FR Jugosławii, a w pucharze zwyciężał czterokrotnie i raz zajął 2. miejsce. Z zespołem tym zajął 3. miejcie w Pucharze Europy Mistrzów Klubowych 1995/1996. Następnie do 1999 grał w Toyota Wouters Averbode, z którym wywalczył wicemistrzostwo w Pucharze Belgii 1999. Po jednym sezonie grał w greckim EA Patras, we włoskich Roma Volley i Itas Trentino, francuskim Beauvais Oise UC i rosyjskich Lokomotiw Jekaterynburg i Lucz Moskwa. W latach 2006–2009 był zawodnikiem Budućnostu Podgorica, z którym w lidze czarnogórskiej dwukrotnie zajmował 1. miejsce (2007 i 2008) i raz 2. miejsce (2009). Zwyciężył także trzykrotnie w Pucharze Czarnogóry.

### Działalność po zakończeniu kariery
Po zakończeniu kariery sportowej Vušurović był m.in. szefem misji olimpijskiej Czarnogórskiego Komitetu Olimpijskiego podczas Letnich Igrzysk Olimpijskich 2012 w Londynie.